# Sandrine Roux
Sandrine Roux (née le 22 décembre 1966 à Montreuil en Seine-Saint-Denis) est une joueuse de football internationale française.

## Carrière

### Clubs
Sandrine Roux formée au Paris Football Club, commence sa carrière à la VGA Saint-Maur en 1983 et remporte son premier titre, celui de championne de France en 1984-1985. Le club conserve son titre pendant trois saisons et remporte un autre titre en 1989-1990. Elle quitte le club en 1999 pour le FC Lyon avec qui elle finit sa carrière en 2001.

### International
Roux dispute son premier match sous les couleurs françaises le 10 décembre 1983 à l'âge de 17 ans après avoir été sélectionné par Francis Coché. Elle devient un maillon important de l'équipe de France, s'imposant dans le poste de gardienne de but. Lors de l'Euro 1997, elle est la capitaine de l'équipe mais elle ne peut éviter l'élimination lors du premier tour de la compétition après un match nul contre l'Espagne (1-1), une victoire contre la Russie (3-1) et une défaite contre la Suède (3-0). La France finit troisième à égalité de point avec l'Espagne mais avec un goal-average défavorable.
Sandrine Roux fait sa dernière apparition avec l’équipe de France le 16 août 2000 contre l'Angleterre devant 50 000 spectateurs au Stade Vélodrome. Elle sort à la mi-temps et laisse sa place à Céline Marty.

### Médias
Elle commente régulièrement les matches de football féminin sur Direct 8 en compagnie d'Alexandre Delpérier.
En 2016, elle commente des matchs du tournoi de football féminin des JO de Rio sur Canal+. Pour la Coupe du monde féminine 2019, elle est consultante sur Canal+ et Europe 1.